# Olimpus Crown
Olimpus Crown is een historisch Japans merk dat in 1957 motorfietsen met 250 cc tweetakt-boxermotor produceerde. 
Deze hadden een plaatframe en cardanaandrijving. Mogelijk is er verband met het - eveneens Japanse - merk Olympus King, temeer daar de productie in dezelfde periode plaatsvond.